# Bergweiler

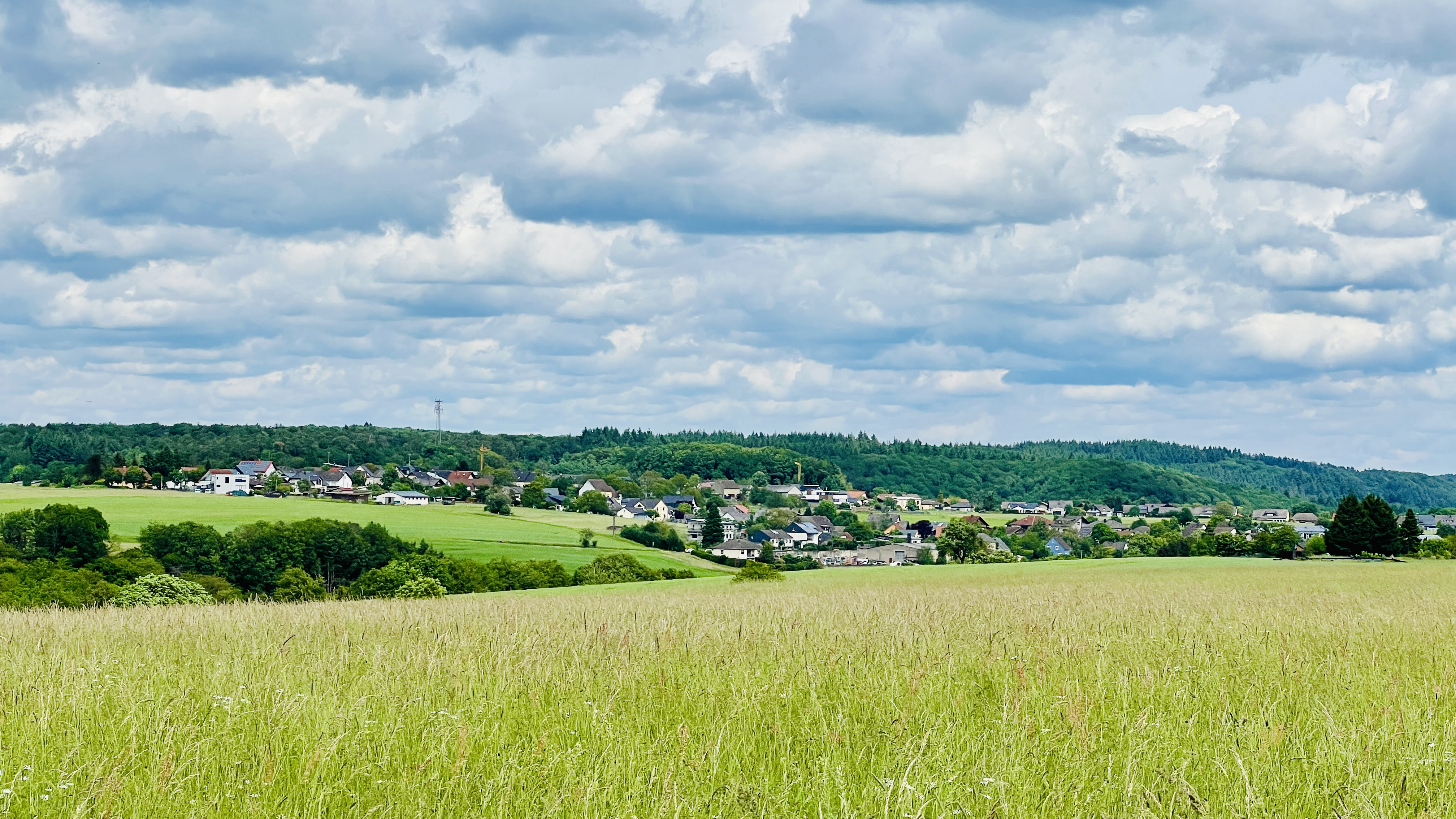
Bergweiler

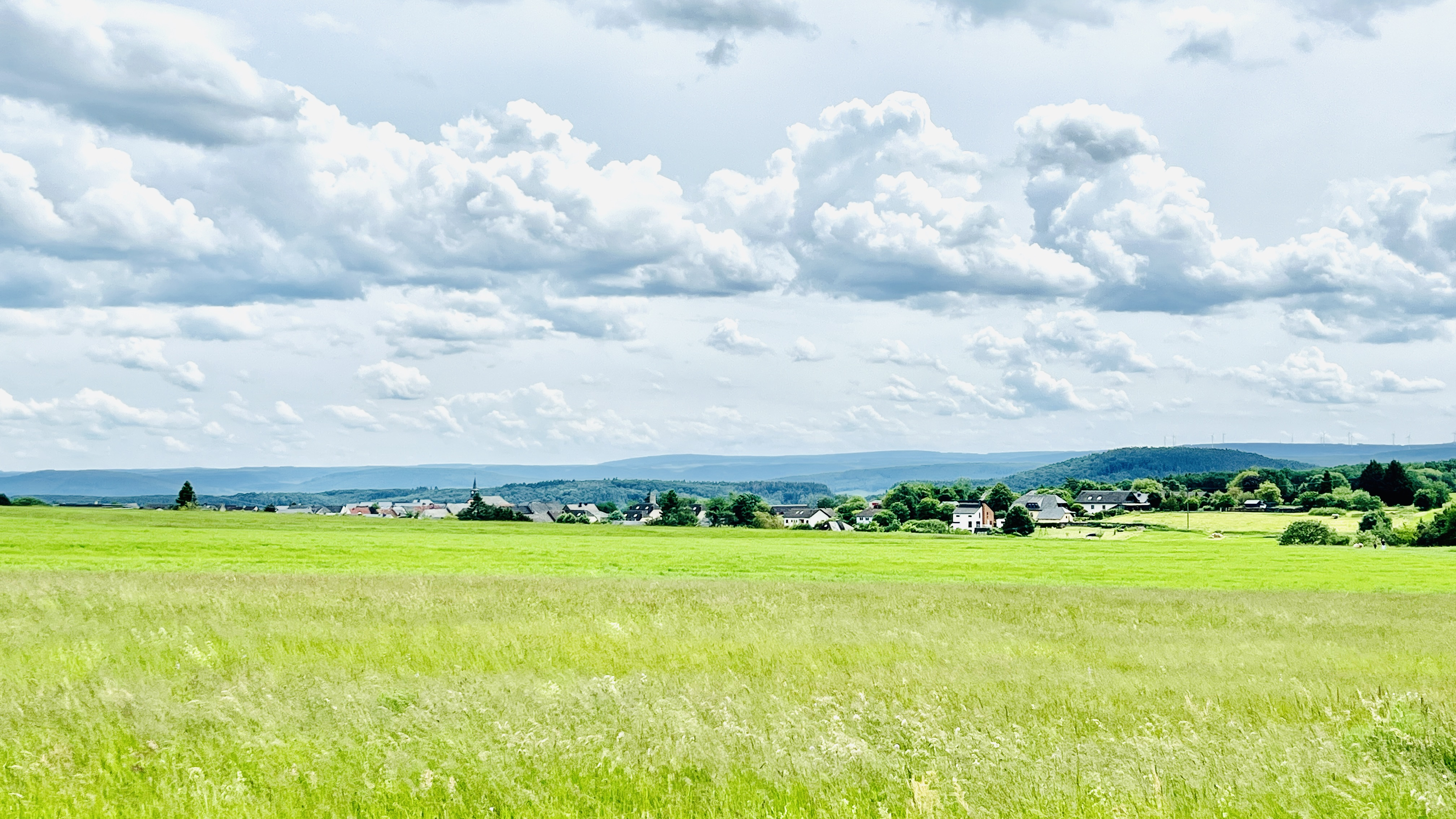
Blick Richtung Hunsrück

Bergweiler ist eine Ortsgemeinde im Landkreis Bernkastel-Wittlich in Rheinland-Pfalz. Sie gehört der Verbandsgemeinde Wittlich-Land an. Bergweiler hat 863 Einwohner und liegt direkt neben der Kreisstadt Wittlich.

## Geographie

### Geographische Lage
Der Ort liegt etwa fünf Kilometer westlich der Kreisstadt Wittlich in der südlichen Eifel auf etwa 300 m ü. NN und gewährt einen erhöhten Einblick in die Wittlicher Senke.
Früher wurde der Ort zur genaueren Lokalisierung auch „Bergweiler über Wittlich“ genannt, was sowohl die Nähe zur Kreisstadt als auch die geographische Lage erklärte. Der Ortsteil Bergweiler (Saarland) gehört zur Gemeinde Tholey.
Bei guten Wetterverhältnissen hat man von der Dorfmitte eine gute Weitsicht über das Tal der Mosel hinweg bis hin zu dem rund 35 km entfernten Mittelgebirge des Hunsrücks.
Bergweiler liegt rund 175 m höher als die angrenzende Kreisstadt Wittlich.

### Nachbarorte
Nachbargemeinden sind Hupperath, Wittlich, Dreis, Bruch und Landscheid.

### Flächennutzung
Die Gemarkungsfläche beträgt 13,25 km², davon sind 5,71 km² landwirtschaftlich genutzt, 6,33 km² sind Waldfläche.

## Geschichte
In der Nähe Bergweilers wurden Spuren steinzeitlicher Besiedlung – Steingeräte – gefunden, die auf etwa 3000 v. Chr. datiert werden. Es existieren auch Hinweise auf römische Ansiedlungen nahe dem Ort.
Die erste urkundliche Erwähnung als Wilre (Weiler) geht auf das Jahr 981 zurück.
Danach änderte sich der Name des Ortes mehrmals, was größtenteils sprachlich Anpassungen darstellte. So hieß der Ort 1056 Villaris, 1171 Reinboldvillari, 1184 Villare, 1190 Vilare, 1219 Wilare, 1243 Remboldswilre, im 14. Jahrhundert Wilre supra montem, 1417 Wiler, 1428 Wilre, 1487 Wyler, 1569 Bergwiler und 1656 dann schließlich Bergweiler.
In einem bischöflichen Visitationsprotokoll wird Bergweiler 1669 mit diesem Namen erwähnt. In diesem Protokoll wird auch das erste Mal ein kleines Gotteshaus erwähnt, welches unter dem heutigen Namen Fintenkapelle bekannt ist.
Bereits im 13. Jahrhundert wird Bergweiler als Pfarrort bezeichnet. 1669 und 1833 wurde die Kirche an gleicher Stelle im damaligen Zentrum Bergweilers (Unterdorf) neu gebaut. 1957 wurde die katholische Kirche St. Johannes (Evangelist) – größtenteils durch Eigenleistung der Einwohner – renoviert und teilweise umgebaut. An die Kirche mit einem Kirchvorplatz schließt sich ein Friedhof an. Im angegliederten Pfarrheim direkt am Kirchvorplatz befindet sich das Eifel-Heimat-Museum des Ortes.
Die aus dem 17. Jahrhundert stammende und als örtliche Wallfahrtskirche aufgesuchte Fintenkapelle liegt etwas außerhalb des Ortes idyllisch am Tal der Wittlicher-Senke. Die kleine Feldkapelle ist als Wallfahrtskapelle für kranke Kinder bekannt. Früher wurde das Gewicht des kranken Kindes in einer Krippe in Getreide abgemessen, um als Spende für die Kapelle verwendet zu werden. Zahlreiche Votivtafeln im Inneren der Fintenkapelle zeugen noch heute von der Funktion der Kapelle als Bittort.
Vor der Französischen Revolution waren die Herren von Warsberg die Inhaber der Grundherrschaft in der reichsritterschaftlichen Herrschaft Bergweiler. Ein langjähriger Prozess um die Reichsunmittelbarkeit vor dem Reichskammergericht wurde 1794 durch die französische Besetzung des Gebietes obsolet. 1815 wurde Bergweiler Teil des Königreichs Preußen. Seit 1946 ist er Teil des damals neu gebildeten Landes Rheinland-Pfalz.
Der Ort wird auch heute noch sowohl von den Einheimischen, wie auch in älteren Landkarten in zwei Ortsteile unterteilt. Das alte Zentrum mit der Kirche wird als Bergweiler bzw. als „Unterdorf“ bezeichnet, der neuere Teil, der einige Meter höher als der alte Teil liegt, wird als „Oberdorf“ oder Oberbergweiler bezeichnet. Der Bevölkerungszuwachs führte dazu, dass der Ort immer weiter zusammenwächst und die beiden Dorfteile durch die Bebauung mittlerweile miteinander verbunden sind.

## Politik

### Gemeinderat
Der Gemeinderat Bergweiler besteht aus 12 Mitgliedern, er ist die Vertretung der Bürger der Ortsgemeinde.
Er legt die Grundsätze der Verwaltung der Gemeinde fest und beschließt über alle Selbstverwaltungsangelegenheiten der Gemeinde, soweit er die Entscheidung nicht einem Ausschuss übertragen hat und soweit nicht die Ortsbürgermeisterin zuständig ist. Der Gemeinderat überwacht die Ausführung der Beschlüsse.
Ausschüsse
Die Ausschüsse des Gemeinderates Bergweiler werden durch Mitglieder des Gemeinderates gebildet und können zum Teil mit weiteren Bürgervertretern der Ortsgemeinde besetzt werden. Die Anzahl und Zusammensetzung der Ausschüsse ergibt sich aus der Hauptsatzung der Gemeinde. Hierzu im Einzelnen:
- Rechnungsprüfungsausschuss – mit 3 Mitgliedern und 3 Stellvertretern, die aus der Mitte des Gemeinderates zu wählen sind.
- Bauausschuss – mit 5 Mitgliedern und 5 Stellvertretern, davon sind mindestens 3 Mitglieder aus der Mitte des Gemeinderates zu wählen. 2 Mitglieder sowie die Stellvertreter insgesamt können aus den Bürgern gewählt werden.
- Ausschuss für Jugend, Soziales und Tourismus – mit 5 Mitgliedern und 5 Stellvertretern, davon sind mindestens 3 Mitglieder aus der Mitte des Gemeinderates zu wählen. 2 Mitglieder sowie die Stellvertreter können aus sonstigen Bürgern gewählt werden.

In den Gremien der Ortsgemeinde, dem Gemeinderat und den Ausschüssen, können 26 Bürgervertreter mitwirken.

### Bürgermeister
Franziska Thetard wurde am 11. September 2024 durch die Mitglieder des Gemeinderates zur ehrenamtlichen Ortsbürgermeisterin von Bergweiler gewählt. Bei ihren Aufgaben wird die Bürgermeisterin von zwei ebenfalls ehrenamtlichen Beigeordneten unterstützt.
Vorgänger im Amt des Ortsbürgermeisters:
- Horst Weber, 2014–2024
- Gottfried Eltges, 2004–2014
- Arnold Kaiser, 1989–2004
- Egon Braun, 1964–1989
- Peter Thörner, 1948–1964
- Peter Kemmer, 1945–1948

### Wappen
| Wappen der Ortsgemeinde Bergweiler | Blasonierung: „Schild geteilt, oben in Schwarz ein goldbekrönter und goldbewehrter silberner wachsender Löwe, unten Silber-Rot geschacht.“ |
| Wappen der Ortsgemeinde Bergweiler | Wappenbegründung: Für ein in der Geschichte begründetes Wappen für Bergweiler muss man auf die territorialen Gegebenheiten vor 1789 zurückgreifen. Grundherr von Bergweiler war der Freiherr von Warsberg. Er übte seine Befugnisse innerhalb der dem Grafen von Sponheim übertragenen reichsunmittelbaren Herrschaft Bergweiler aus. Daher muss das Bergweilerer Wappen sowohl die Herrschaft des Sponheimer Grafen, als auch die Grundherrlichkeit der Freiherren von Warsberg zum Ausdruck bringen. Das geschieht durch ein geteiltes Wappen, dessen untere Hälfte das weiß-rot geschachtete Sponheimer Wappen und dessen obere Hälfte im schwarzen Feld den goldbekrönten wachsenden silbernen Warsberger Löwen zeigt. Durch Genehmigung von 1967 erhielt die Gemeinde Bergweiler das Recht, dieses Wappen zu führen. |

## Kulturelles und Sehenswürdigkeiten

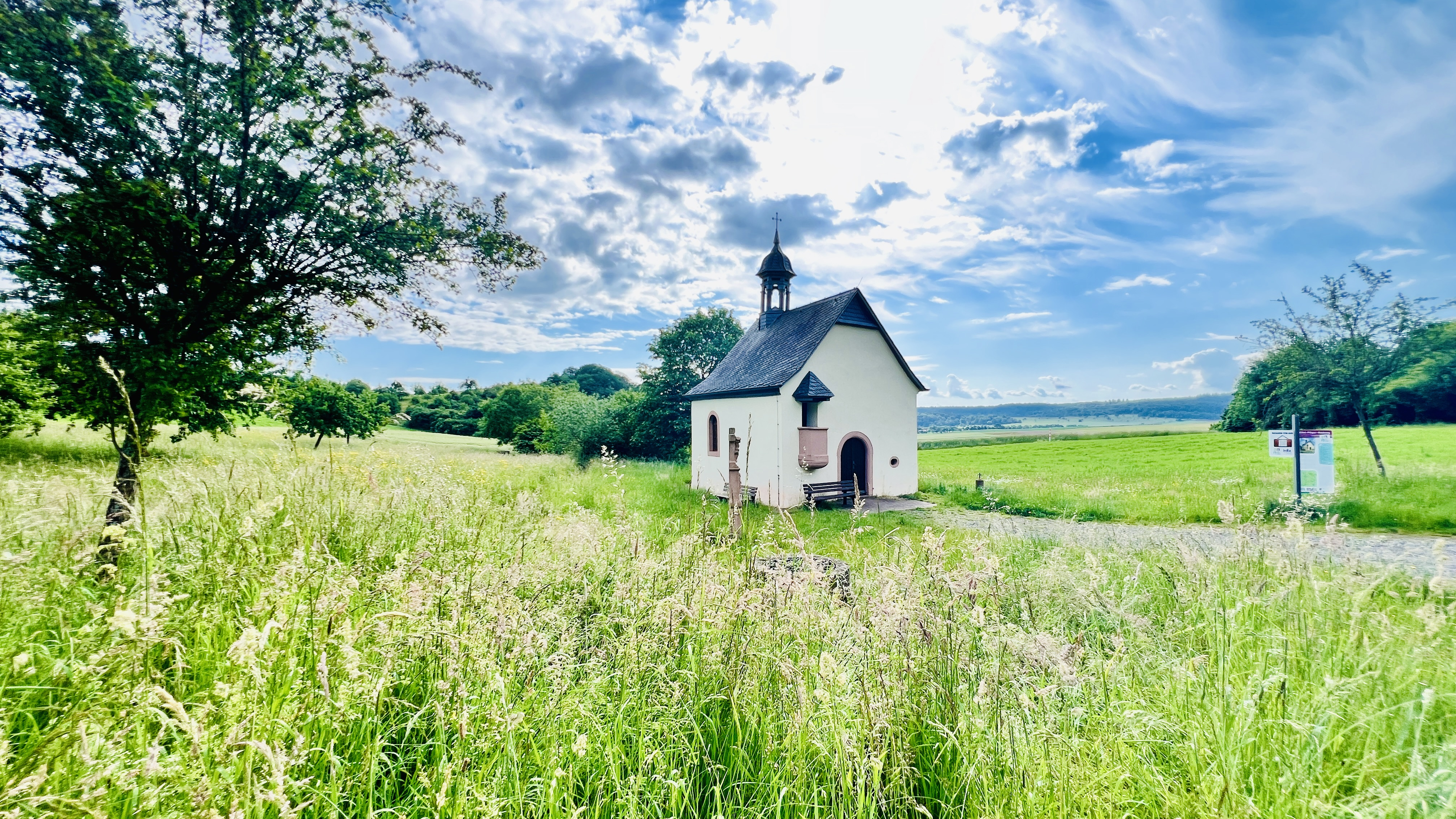
Fintenkapelle

### Fintenkapelle
Die mittelalterliche Fintenkapelle, ein Kulturdenkmal am Ortsrand von Bergweiler ist ein ständiger Anlaufpunkt, ein Pilgerziel für besorgte Eltern und fromme Menschen, die sich Sorgen um den Nachwuchs machen oder die Gesundheit der Kinder, hier der Gottesmutter Maria flehend und bittend anvertrauen. Zahlreiche Votivtafeln im Inneren der Fintenkapelle zeugen heute noch von ihrer Funktion als Bittort.
Ab 1741 war es notwendig, dass der Geistliche, da die Kapelle zu klein war, von der Außenkanzel zu den auf dem freien Feld versammelten Gläubigen predigte.
Erstmals erwähnt wurde die Fintenkapelle 1656 zur Zeit der Renaissance in einem bischöflichen Visitationsprotokoll.
Nach einem Gelübde der Eheleute Hubertus und Elisabeth Finten wurde die Kapelle 1717 im Barockstil wieder neu aufgebaut.
Gelübde: ...mit Erfüllung des Gelübdes endete der Fluch der Kindersterblichkeit in der Fintenfamilie, der über vier Generationen wirkte. Der Ursprung des Fluches lag im Mord an einem streunenden Landsknecht. Der überlebende Vater hat ihn 13 Jahre nach der Schändung der Fintenfamilie durch schwedische Söldner aus Rache begangen...
Als Gegenleistung dafür, dass die katholische Kapelle 1717 an die katholische Kirchengemeinde Bergweiler übertragen wurde, findet jährlich im August eine feierliche Prozession zu Ehren der heiligen Helena von der Pfarrkirche St. Johannes Evangelist in Bergweiler zur Fintenkapelle statt.
1959 wurde die kleine Feldkapelle umfangreich saniert und im Jahr 2005 durch die Frauen- und Müttergemeinschaft Bergweiler und freiwillige Helfer des Ortes nochmals aufwändig renoviert und erstrahlt seitdem im neuen Glanz.
Besonderheiten:
- Helenenkreuz von 1717 – Barockes Schaftkreuz von zu Ehren der heiligen Helena aus dem 18. Jahrhundert. Ursprünglich stand das Kreuz, welches zu den Pestkreuzen gehört, direkt links unterhalb der Außenkanzel.
- Außenkanzel von 1741 – Die an der Westseite, dreiseitig vorspringende Außenkanzel wurde im Jahr 1741, als die Kapelle für die vielen Pilger im Rahmen der Prozessionen zu klein geworden ist, nachträglich angebracht.
- Schaftkreuz von 1888 – Das sogenannte Arenrather „Hermanns-Kreuz“ ist ein Rundschaftkreuz von 1888. Das in den Kriegsjahren abhanden gekommene Sandstein Kruzifix wurde durch ein Edelstahlkreuz ersetzt.
- Helenenquelle – Ein wohl über Jahrhunderte zugeschütteter Brunnen, zum Fintenhof gehörig, wurde im Zuge der Bauarbeiten der A60 neben der Kapelle wiedererrichtet. Der Brunnen gehört zur bereits 1656 erwähnten Helenenquelle. Die Sandsteineinfassung war durch die konservierende Lagerung im feuchten Boden nicht verwittert.

Seit August 2021 ist die Fintenkapelle Zwischenstation des insgesamt 43 km langen und 13 Gemeinden verbindenden Eifel-Pilger-Radweges, welcher von der ehemaligen Zisterzienserabtei Kloster Himmerod über Bergweiler zur Wallfahrtskirche Klausen und von dort bis nach Siebenborn (Maring-Noviand) führt.

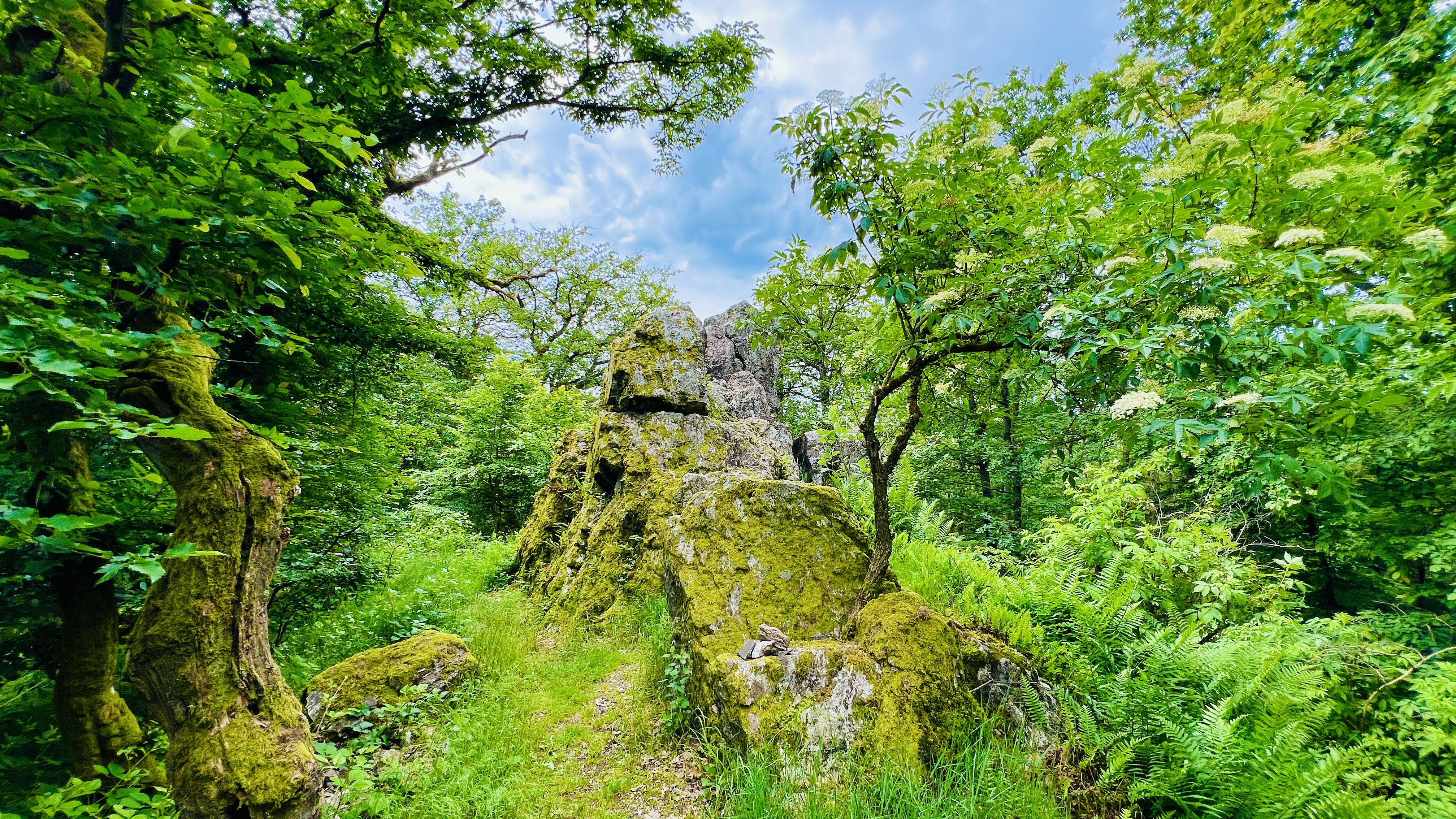
Werthelstein Bergweiler

### Werthelstein
Der Werthelstein Bergweiler (auch Wedelstein oder Würstelstein, mundartlich Werdelsteen) ist ein pfeilerartiger, isolierter Felsblock von etwa zwei auf drei Meter Querschnitt mit relativ glatten Flächen. Er steht an der Banngrenze, wo sie den alten Weg von Bergweiler nach Dreis überquert.
Er steht von den drei Gemeinden Bruch, Dreis und Bergweiler gleich weit entfernt. Der Sage nach ist er ein Opferstein.
Der an der Grenze der Gemeinden Bergweiler und Dreis liegende Werthelstein wurde am 23. März 1940 per Verordnung der Gemeinde Bergweiler zugeordnet.
Spätestens seit diesem Tag ist der Werthelstein Bergweiler ein Naturdenkmal.

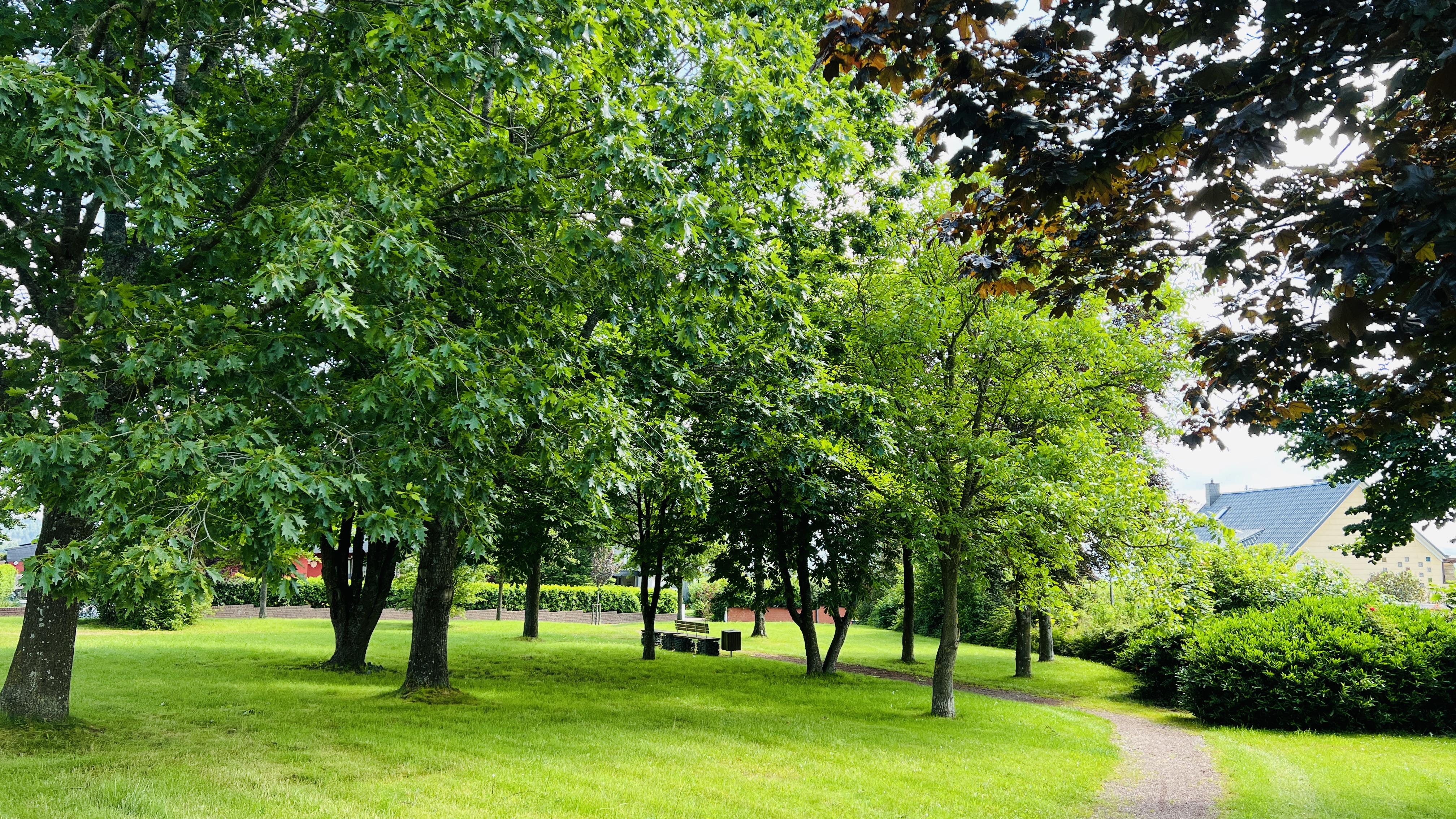
Kaisergarten Bergweiler

### Kaisergarten

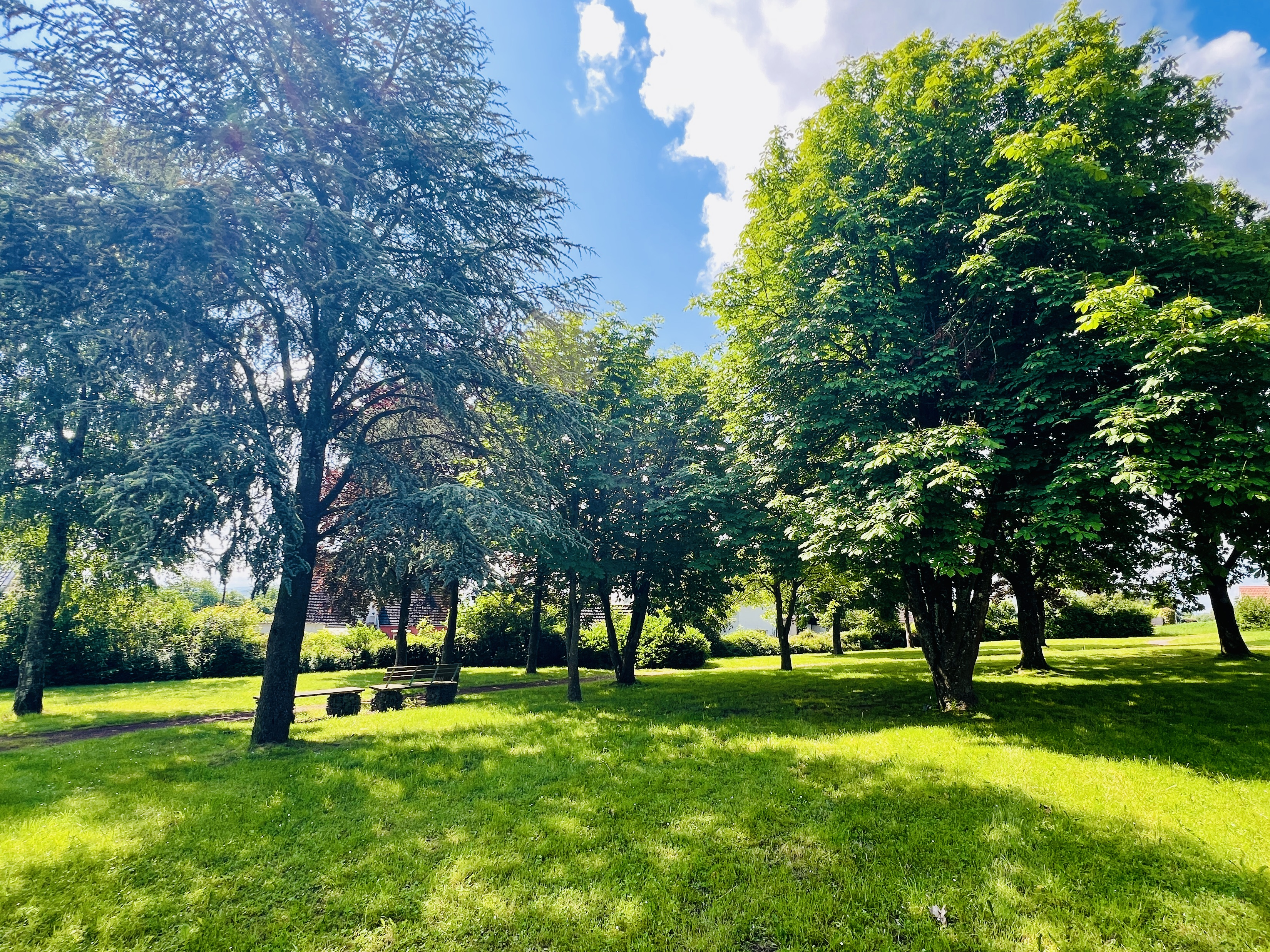
Kaisergarten Bergweiler

Die Entstehung des Kaisergarten in Bergweiler führt zurück in die französische Besatzungszeit. Nachdem Preußen sich 1795 mit der Abtrennung der 1794 besetzten linksrheinischen Gebiete einverstanden erklärt hatte und Österreich 1797 im Frieden von Campo Formino folgte, begann die systematische Übertragung der in Frankreich geltenden Gesetze. Aus dieser französisch-preusisch geprägten Epoche stammt der Kaisergarten Bergweiler.
Im Jahr 2002 wurde der lange Zeit zugewachsene Kaisergarten wieder freigelegt als auch neu gestaltet, mit einer Zuwegung und Ruhebänken versehen.
Neben dieser historischen Grünanlage in Bergweiler gibt es in der Region noch weitere dieser geschichtlich erhaltenen Kaisergärten, beispielsweise in Zeltingen-Rachtig, Graach oder auch Bernkastel-Kues. In diesem Kontext ist hier ebenfalls das sogenannte „Napoleons Wäldchen“ auf der Gemarkung Bruch direkt angrenzend zu Bergweiler zu erwähnen.

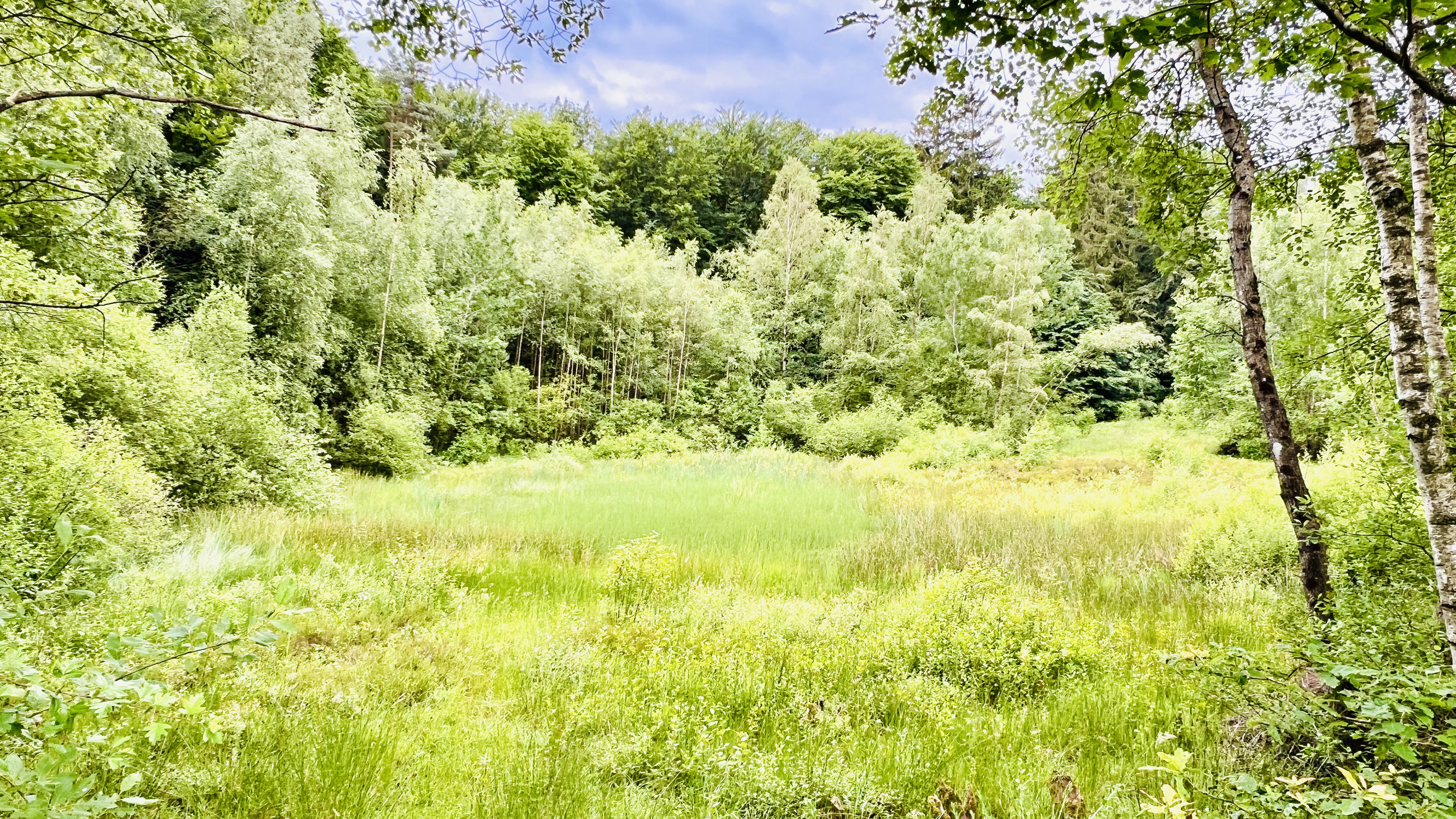
Naturschutzgebiet Dachslöcher Bergweiler

### Naturschutzgebiet Dachslöcher
Die lange Zeit als Kiesgrube genutzte Fläche wurde am 29. August 1986, per Rechtsverordnung der damals zuständigen Bezirksregierung Trier, zum Naturschutzgebiet erklärt. Die Bezeichnung lautet „Dachslöcher bei Bergweiler“. Das in der gleichnamigen Gemarkung liegende Biotop hat eine Fläche von rund 1. ha und ist verhältnismäßig klein. Der Schutzzweck lautet: „Schutzzweck ist die Erhaltung einer nährstoffarmen Stillwasserfläche mit ihren Verlandungszonen in einem ehemaligen Kiesgrubengebiet als Lebensraum seltener und bestandsgefährdeter Tier- und Pflanzengesellschaften“.

### Eifel-Heimat-Museum
Im Mittelpunkt des Museums steht ein Ölgemälde, das eine der vielen Legenden zur Geschichte der Wittlicher Säubrennerkirmes darstellt. Das vermutlich größte Ölgemälde in Rheinland-Pfalz wurde von Otto Frankfurter gemalt. Im Eifel-Heimat-Museum in der Kirchstraße 3 werden vorwiegend Werkzeuge und landwirtschaftliche Arbeitsgeräte für Hof, Feld- und der Arbeit im Weinberg des 19. Jahrhunderts gezeigt.

## Verkehrsanbindung

### Straßenverkehr
Bergweiler liegt an der Kreisstraße 44 zwischen Bruch und Wittlich.
Die neun Kilometer entfernte Autobahnanschlussstelle Wittlich-West der A 60 führt in Richtung Lüttich/Liege (Belgien) sowie zum Kreuz Wittlich mit Anbindung an die Bundesautobahn A 1 Köln – Saarbrücken. In Verlängerung der A 60 führt die Bundesstraße 50 über den Hunsrück in Richtung Rhein-Main-Gebiet.
Die Bundesautobahn 60 verläuft durch die Gemarkung der Ortsgemeinde.

### Linienbusverkehr
Durch Bergweiler führen die Buslinien 307 und 310 des Verkehrsverbundes Region Trier. Diese Linien fahren zu den Hauptverkehrszeiten im Zweistundentakt. Über den nahen Busbahnhof in Wittlich sind weitere Buslinien erreichbar.
- Buslinie 307: (Minderlittgen) – Hupperath – Bergweiler -Bruch – Dreis – Dörbach/Salmtal
- Buslinie 310: Bitburg – Hüttingen – Röhl – Speicher – Herforst – Binsfeld – Niederkail – Landscheid – Burg (Salm) – Hupperath – Bergweiler – Wittlich – Wengerohr (Bahnhof)

### Bürgerbus
Ein kostenloses und flexibles Angebot für mobil eingeschränkte Personen und Personen ab dem 65. Lebensjahr ist der Bürgerbus der Verbandsgemeinde Wittlich-Land. Er kann für Fahrten zu Kulturveranstaltungen, Arztpraxen, Besuche von Familien/Freunden im Altenheim u. v. m. genutzt werden. Der Bürgerbus fördert die Eigenständigkeit und verbessert die Lebensqualität.

### Radverkehr
Folgende Radverkehrswege sind an die Ortsgemeinde angebunden:
- Eifel-Pilger-Radweg – Himmerod/Bergweiler/Siebenborn
- Radweg Wittlicher Senke – Wittlich/Bergweiler/Salmtal/Schweich

Von Wittlich gelangt man auf den Maare-Mosel-Radweg.

### Bahnverkehr / Flughäfen
Der neun Kilometer entfernte Hauptbahnhof Wittlich-Wengerohr liegt an der Bahnstrecke Trier-Koblenz. Er ist per Bus erreichbar. Die nächstgelegenen Flughäfen sind Luxemburg-Findel und Frankfurt-Hahn. Die Fahrtzeit beträgt jeweils rund 40 Min.